# Chińczycy Han
Chińczycy Han (chiń. upr. 汉人; chiń. trad. 漢人; pinyin Hàn; Hanowie) – naród zamieszkujący głównie Chińską Republikę Ludową, gdzie stanowią ok. 92% ludności (reszta należy głównie do oficjalnie uznawanych 55 mniejszości narodowych), a także Republikę Chińską na Tajwanie, gdzie również stanowią większą część populacji wyspy, ok. 20 mln. Są najliczniejszym narodem na świecie, ogółem liczą ok. 1,3 mld (ok. 19% populacji).
27 mln Chińczyków mieszka w diasporze. Emigracja Chińczyków uwarunkowana była przede wszystkim złymi warunkami społecznymi i gospodarczymi w kraju. Emigranci zamieszkują głównie w Stanach Zjednoczonych i Europie. Posługują się w mowie dialektami języka chińskiego, z których najbardziej rozpowszechnionym jest mandaryński. Używają wspólnego pisma (należącego do grupy morfosylabicznych).

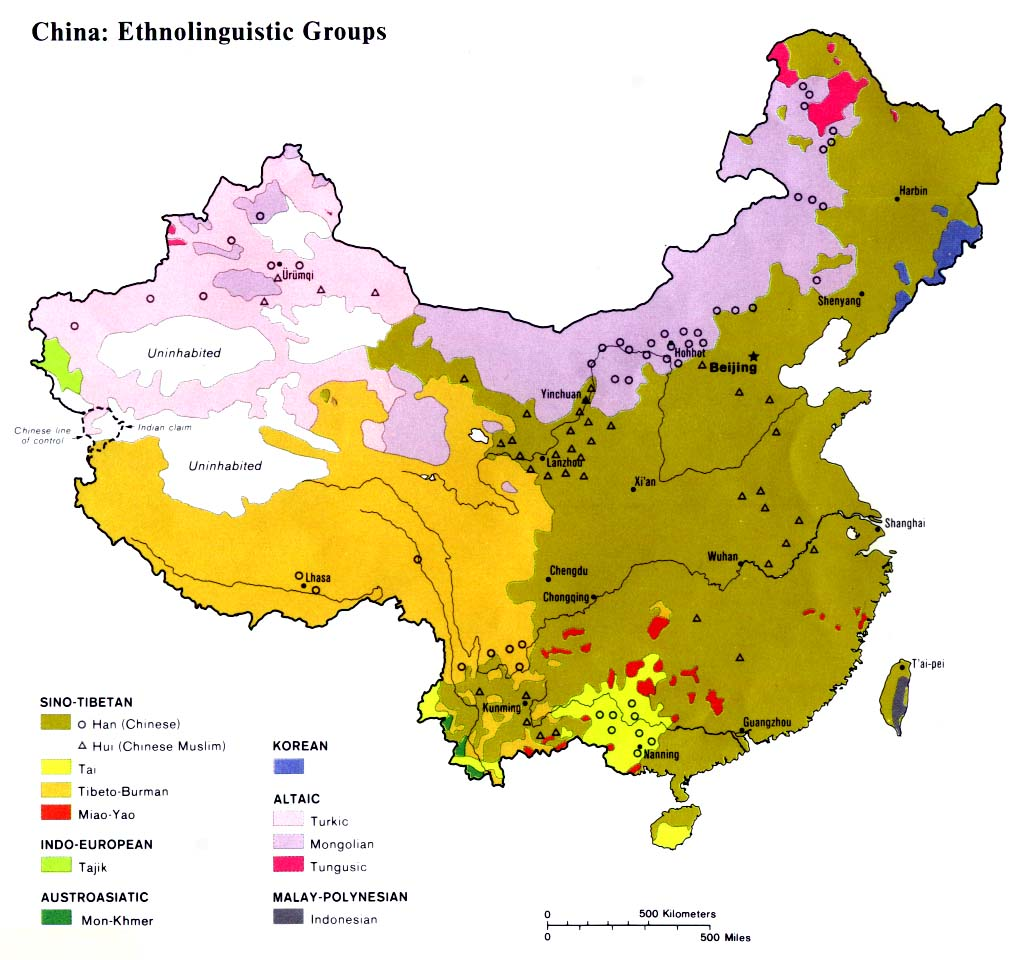
Mapa etnolingwistyczna Chin z 1983 roku

## Religia
W przeważającej części taoizm, buddyzm mahajana, tradycyjne chińskie religie, w mniejszej, acz znaczącej części: chrześcijaństwo i islam.

## Historia

### Prehistoria i Huaxia
Historia Chińczyków Han jest blisko związana z historią Chin. Bezpośrednimi przodkami dzisiejszych Chińczyków byli przedstawiciele plemienia Huaxia, żyjącego nad Żółtą Rzeką w północnej części Chin. Legendarnym przodkiem Chińczyków był Żółty Cesarz, który żył w XXVII wieku p.n.e. Poznawanie tego okresu dziejów jest stosunkowo trudne, czego powodem jest nikła liczba źródeł historycznych, jednakże badania archeologiczne pozwoliły określić sukcesję neolitycznych kultur wzdłuż Żółtej Rzeki. Wzdłuż centralnego odcinka były to: Jiahu (7000–6600 p.n.e.), Yangshao (5000–3000 p.n.e.) i Longshan (3000–2000 p.n.e.). Wzdłuż dolnego odcinka rzeki: Qinliangang (5400–2000 p.n.e.), Dawenkou (4300–2500 p.n.e.), Longshan (2500–2000 p.n.e.) i Yueshi.

### Wczesna historia
Pierwszą dynastią opisaną w źródłach historycznych jest Xia z legendarnego okresu, dla którego istnieją pewne archeologiczne dowody. Została obalona przez ludzi ze wschodu, którzy stworzyli dynastię Shang (1600–1046 p.n.e.), którą to obalili Zhou. Byli oni kontynuatorami dzieła dynastii Shang, dzieląc ich język i kulturę rozszerzyli ich zasięg do północnych rejonów rzeki Jangcy. Poprzez podbój i kolonizację, wiele z tych terenów uległo sinizacji, a kultura przodków Chińczyków Han rozciągnęła się na południe. Jednak potęga władców Zhou została rozbita i powstało wiele niezależnych małych państw. Okres ten podzielono w tradycji na dwie części: okres Wiosen i Jesieni oraz okres Walczących Królestw. Był to czas ogromnego rozwoju filozofii, kultury, znany jako Sto Szkół Myśli. Wtedy to powstał taoizm i konfucjanizm.

### Historia Cesarstwa
Okres Walczących Królestw zakończył się wraz ze zjednoczeniem Chin przez dynastię Qin, która podbiła inne małe państwa. Zjednoczywszy kraj, Qin Shi Huang ogłosił się pierwszym cesarzem, użył nowo stworzonego tytułu, który obowiązywać będzie przez następne dwa tysiąclecia. Scentralizował władzę, ustanowił administrację, ujednolicił chińską gospodarkę i systemy wag, miar oraz pismo. Jednakże jego panowanie było krótkotrwałe. Z powodu autokratycznych praw i ogromnego projektu budowy Wielkiego Muru, wybuchały bunty, a po śmierci cesarza dynastia szybko upadła. W walkach o sukcesję wyłoniła się dynastia Han, której udało się utrzymać władzę o wiele dłużej. Kontynuowano wiele z instytucji stworzonych przez Qin Shi Huanga, ale przyswojono mniej rygorystyczne prawa. Pod panowaniem Han rozkwitała sztuka i kultura, podczas gdy dynastia poszerzała swoje militarne wpływy we wszystkich kierunkach. Okres ten nazywany jest jednym z najlepszych w historii Chin, a Chińczycy Han wzięli swą  nazwę od tej właśnie dynastii. Upadek dynastii Han poprzedzony był stuleciem podziału i siedmioma wiekami działań wojennych. Podczas tego okresu, północne obszary Chin były opanowane przez liczne niechińskie plemiona nomadyczne, które stanowiły własne królestwa, najsilniejszym z nich było Północne Wei założone przez plemię Tuoba wywodzące się z Xianbei. Rdzenni mieszkańcy tych ziem byli nazywani Hanren, ludzie Han, by odróżnić ich od nomadów. Wojna spowodowała pierwszą wielką migrację Hanów, na południe Jangcy oraz za rzekę, podnosząc demograficzne centrum na południe i przyspieszając sinizację dalekiego południa. W tym samym czasie na północy większość nomadów uległa sinizacji i przyswoili sobie elementy chińskiej kultury, administrację. Tuoba rządzący w Północnym Wei polecił systematyczną sinizację, przyswoił nazwiska Hanów, instytucję i kulturę.

## Nazwiska
Chińskie imiona są zwyczajowo złożone z 2 lub 3 sylab, nazwisko poprzedza imię. Nazwiska zazwyczaj składają się z jednej sylaby, chociaż zdarzają się i nazwiska złożone z większej liczby sylab. W Chinach występuje 4000–6000 różnych nazwisk, ale tylko około 1000 jest popularnych w użyciu. 
10 najpopularniejszych nazwisk, których nosiciele stanowią około 40%  chińskiej populacji świata:
Li, Wang, Zhang, Zhao, Chen, Yang, Wu, Liu, Huang, Zhou.
Miejsca od 11 do 20, których nosiciele stanowią około 10% chińskiej populacji świata:
Xu, Zhu, Lin, Sun, Ma, Gao, Hu, Zheng, Guo, Xiao.